# Исламская организация по вопросам образования, науки и культуры
Организация исламского мира образования, науки и культуры (ИСЕСКО, англ. ICESCO) — специализированная организация, занимающаяся вопросами образования, науки, культуры и коммуникации в мусульманских странах с целью укрепления связи между государствами-членами.

## Общие сведения
25-28 января 1981 года на третьей Исламской конференции в Святой Мекке было принято решение о создании нового международного исламского органа при Организации исламского сотрудничества под названием «Исламская организация образования, науки и культуры» (ИСЕСКО).
Слово ИСЕСКО состоит из первых букв названия организации на английском языке (IslamiC world Education, Science and Culture Organization), что означает Организация исламского мира образования, науки и культуры.
30 января 2020 года Исполнительный совет ИСЕСКО на сороковой сессии состоявшейся 29-30 января 2020 года в Абу-Даби (ОАЭ) утвердил новое название организации — Организация исламского мира образования, науки и культуры.
Д-р Салем Бин Мохаммед Аль Малик, генеральный директор ИСЕСКО заявил, что изменение названия организации направлено на то, чтобы устранить распространённую двусмысленность в отношении характера задач этой организации, не связанной с религиозной пропагандой, и открытия более широких горизонтов для ее присутствия на международном уровне.
Штаб-квартира ИСЕСКО расположена в Рабате (Марокко). Ее возглавляет Генеральный директор, доктор Салем Бин Мохаммед Аль Малик.
При ИСЕСКО действует Комитет наследия исламского мира.
26 марта 2024 года ИСЕСКО получила статус наблюдателя при Парламентской сети Движения неприсоединения.

## Цели
Целями ИСЕСКО являются:
а) Укрепление, поощрение и углубление сотрудничества между государствами-членами в областях образования, науки, культуры и коммуникации, а также содействие и развитие этих областей в рамках цивилизованного ориентира исламского мира и в свете исламских человеческих ценностей и идеалов;
б) Укрепление взаимопонимания между народами в государствах-членах и за их пределами, а также содействие установлению мира и безопасности в мире различными способами, особенно с помощью образования, науки, культуры и коммуникации;
в) Распространение правильного образа ислама и исламской культуры, поощрение диалога между цивилизациями, культурами и религиями, а также работа по распространению ценностей культуры справедливости и мира, принципов свободы и прав человека в соответствии с исламским цивилизованным видением;
г) Поощрение культурного взаимодействия и поддержка проявлений его разнообразия в государствах-членах при сохранении культурной самобытности и защите интеллектуальной независимости;
д) Укрепление взаимодополняемости и координации между специализированными учреждениями Организации исламского сотрудничества в области образования, науки, культуры и коммуникации и между государствами-членами ИСЕСКО, а также укрепление сотрудничества и партнерства с аналогичными правительственными и неправительственными учреждениями, имеющими общий интерес, как внутри, так и за пределами государств-членов;
е) Уделение внимания к исламской культуре, выделение ее характеристик и распространение ее особенностей в интеллектуальных, научных исследованиях и учебных программах;
ж) Работа над взаимодополняемостью и взаимозависимостью между системами образования в государствах-членах;
з) Поддерживание усилий образовательных, научных и культурных учреждений исламских государств, которые не являются членами ИСЕСКО.

## Государства-члены ИСЕСКО
Каждое государство-член Организации исламского сотрудничества становится членом ИСЕСКО после официального подписания хартии и завершения юридических и законодательных процедур, касающихся принятия решения о вступлении, и уведомления об этом генеральной администрации ИСЕСКО. Любое государство не являющееся членом или наблюдателем в Организации Исламской конференции, не может быть членом ИСЕСКО.
Число государств-членов Исламской организации составляет 53 из общего числа 57 государств членов Организации исламского сотрудничества.
Государства-члены
| #  | Название                      | Год вступления |
| -- | ----------------------------- | -------------- |
| 1  | Азербайджан                   | 1991           |
| 2  | Афганистан                    | 2003           |
| 3  | Иордания                      | 1982           |
| 4  | Объединенные Арабские Эмираты | 1983           |
| 5  | Бахрейн                       | 1982           |
| 6  | Алжир                         | 2000           |
| 7  | Саудовская Аравия             | 1982           |
| 8  | Сенегал                       | 1982           |
| 9  | Судан                         | 1982           |
| 10 | Сомали                        | 1982           |
| 11 | Ирак                          | 1982           |
| 12 | Габон                         | 1982           |
| 13 | Камерун                       | 2001           |
| 14 | Кувейт                        | 1982           |
| 15 | Марокко                       | 1982           |
| 16 | Нигер                         | 1982           |
| 17 | Йемен                         | 1983           |
| 18 | Индонезия                     | 1986           |
| 19 | Узбекистан                    | 2017           |
| 20 | Уганда                        | 2012           |
| 21 | Иран                          | 1992           |
| 22 | Пакистан                      | 1982           |
| 23 | Бруней                        | 1985           |
| 24 | Бангладеш                     | 1982           |
| 25 | Бенин                         | 1988           |
| 26 | Буркина-Фасо                  | 1982           |
| 27 | Турция                        | 2017           |
| 28 | Чад                           | 1982           |
| 29 | Того                          | 2002           |
| 30 | Тунис                         | 1982           |
| 31 | Коморские Острова             | 1982           |
| 32 | Мальдивские острова           | 1982           |
| 33 | Джибути                       | 1982           |
| 34 | Кот-д'Ивуар                   | 2001           |
| 35 | Сирия                         | 1982           |
| 36 | Суринам                       | 1996           |
| 37 | Сьерра-Леоне                  | 1984           |
| 38 | Таджикистан                   | 1993           |
| 39 | Оман                          | 1982           |
| 40 | Гамбия                        | 1982           |
| 41 | Гайана                        | 2014           |
| 42 | Гвинея                        | 1982           |
| 43 | Гвинея-Бисау                  | 1984           |
| 44 | Палестина                     | 1982           |
| 45 | Катар                         | 1982           |
| 46 | Кыргызстан                    | 1996           |
| 47 | Казахстан                     | 1996           |
| 48 | Ливан                         | 2002           |
| 49 | Ливия                         | 1984           |
| 50 | Мали                          | 1982           |
| 51 | Малайзия                      | 1982           |
| 52 | Египет                        | 1984           |
| 53 | Мавритания                    | 1982           |
| 54 | Нигерия                       | 2001           |

## Региональные отделения
- Представительство на Коморских островах (Délégation de l’ISESCO aux Comores)
- Центр образования ИСЕСКО в Чаде (Centre pédagogique de l’ISESCO au Tchad)
- Центр образования ИСЕСКО в Нигерии (Centre régional de l’ISESCO pour la Formation des Cadres et de l’alphabétisation)
- Региональное отделение ИСЕСКО в Шардже (ОАЭ)
- Региональное отделение ИСЕСКО в Тегеране (ISESCO Regional Office in Tehran)
- Представительство ИСЕСКО в ЮНЕСКО (Délégation de l’ISESCO auprès de l’UNESCO)[7]

## Комитет наследия исламского мира
Комитет занимается укреплением международного сотрудничества по восстановлению и охране материального и нематериального наследия, расположенного на территории стран-членов ИСЕСКО.
Ведётся список наследия исламского мира исламского мира.
На июль 2024 года проведено 11 сессий Комитета. 12 сессия пройдёт в октябре 2024 года в Шуше. 
| #  | Наименование                                                                 | Страна      | Дата внесения   |
| -- | ---------------------------------------------------------------------------- | ----------- | --------------- |
| 1  | Яллы (кечари, тензере) традиционные групповые танцы Нахичевани               | Азербайджан | 19 декабря 2023 |
| 2  | Традиция приготовления и подачи долмы, показатель культурного самосознания   | Азербайджан | 19 декабря 2023 |
| 3  | Культура пехлеванства, традиционные игры зорхана, виды спорта и борьба гюлеш | Азербайджан | 19 декабря 2023 |
| 4  | Азербайджанский мугам                                                        | Азербайджан | 19 декабря 2023 |
| 5  | Искусство медничества Лагича                                                 | Азербайджан | 19 декабря 2023 |
| 6  | Човган (традиционная карабахская конная игра)                                | Азербайджан | 19 декабря 2023 |
| 7  | Азербайджанское ашугское творчество                                          | Азербайджан | 19 декабря 2023 |
| 8  | Традиционное искусство изготовления и ношения кялагаи, его символизм         | Азербайджан | 19 декабря 2023 |
| 9  | Искусство исполнения на таре и мастерство его изготовления                   | Азербайджан | 19 декабря 2023 |
| 10 | Традиционное искусство ковроткачества Азербайджана                           | Азербайджан | 19 декабря 2023 |
| 11 | Национальная игра «Тогыз кумалак»                                            | Казахстан   |                 |
| 12 | Ичеришехер (вместе с Девичьей башней и Дворцовым комплексом Ширваншахов)     | Азербайджан | 2019            |
| 13 | Исторический центр Шеки (вместе с Ханским дворцом)                           | Азербайджан | 2019            |
| 14 | Наскальные рисунки Гобустана                                                 | Азербайджан | 2019            |

## Послы доброй воли
- Мехрибан Алиева — супруга президента Азербайджана Ильхама Алиева, президент Фонда Гейдара Алиева и Фонда друзей культуры Азербайджана.